# Dixy Lee Ray
Dixy Lee Ray, ursprungligen Marguerite Ray, född 3 september 1914 i Tacoma, Washington, död 2 januari 1994 i Pierce County, Washington, var en amerikansk demokratisk politiker och marinbiolog. Hon var Washingtons guvernör 1977–1981.
Ray avlade 1937 kandidatexamen och 1938 masterexamen vid Mills College samt 1945 doktorsexamen vid Stanford University. Hon undervisade vid University of Washington och vid Stanford. Hon tjänstgjorde hon ordförande för Atomic Energy Commission 1973–1975.
Ray efterträdde 1977 Daniel J. Evans som Washingtons guvernör och efterträddes 1981 av John Spellman. Ray avled 1994 och gravsattes på Fox Island Cemetery i Pierce County.